# Huasteca Baja
En el estado mexicano de Veracruz, la región Huasteca se localiza hacia el extremo norte, desde el río Cazones hasta el río Tamesí. 
Se subdivide en dos regiones: Huasteca Alta y Huasteca Baja. Su relieve es llano y de bajos lomeríos y su clima cálido. Está irrigada por varios ríos y lagunas entre los que destacan el río Tuxpan y la laguna de Tamiahua. 
La ciudad más importante de la Huasteca veracruzana es la ciudad y puerto de Tuxpan. 
Una de sus zonas arqueológicas más importante es el castillo de Teayo.
- Datos: Q5903930